# Список инженер-адмиралов, инженер-вице-адмиралов, инженер-контр-адмиралов ВМФ СССР (1961—1971)

## Список
| Список высшего командного состава инженерно-корабельной службы ВМФ СССР содержит фамилии инженер-адмиралов, инженер-вице-адмиралов, инженер-контр-адмиралов, получивших первичное звание инженер-контр-адмирал в период с 1961 по 1971 год. | Список высшего командного состава инженерно-корабельной службы ВМФ СССР содержит фамилии инженер-адмиралов, инженер-вице-адмиралов, инженер-контр-адмиралов, получивших первичное звание инженер-контр-адмирал в период с 1961 по 1971 год. | Список высшего командного состава инженерно-корабельной службы ВМФ СССР содержит фамилии инженер-адмиралов, инженер-вице-адмиралов, инженер-контр-адмиралов, получивших первичное звание инженер-контр-адмирал в период с 1961 по 1971 год. | Список высшего командного состава инженерно-корабельной службы ВМФ СССР содержит фамилии инженер-адмиралов, инженер-вице-адмиралов, инженер-контр-адмиралов, получивших первичное звание инженер-контр-адмирал в период с 1961 по 1971 год. | Список высшего командного состава инженерно-корабельной службы ВМФ СССР содержит фамилии инженер-адмиралов, инженер-вице-адмиралов, инженер-контр-адмиралов, получивших первичное звание инженер-контр-адмирал в период с 1961 по 1971 год. |
| Ф. И. О. | Годы жизни | инженер- контр- адмирал | инженер- вице- адмирал | инженер- адмирал |
| --- | --- | --- | --- | --- |
| Акулов, Борис Петрович | 1924—1981 | 08.11.1971 | — | — |
| Александров, Александр Дмитриевич | 1909—1966 | 22.02.1963 | — | — |
| Березин, Сергей Яковлевич | 1915—1990 | 25.10.1967 | — | — |
| Богданов-Катьков, Георгий Николаевич | 1913—2003 | 27.04.1962 | — | — |
| Будаев, Михаил Михайлович | 1926—1996 | 19.02.1968 | 29.04.1985 | — |
| Буров, Виктор Николаевич | 1914—2005 | 27.04.1962 | 08.11.1971 | — |
| Демидов, Владимир Тихонович | 1920—1995 | 08.11.1971 | — | — |
| Дорофеев, Иван Дмитриевич | 1916—1987 | 27.04.1962 | — | — |
| Екимов, Василий Владимирович | 1912—1975 | 27.04.1962 | — | — |
| Ефремов, Владимир Сергеевич | 1918—1994 | 27.04.1962 | — | — |
| Ефремов, Сергей Сергеевич | 1923—2018 | 21.02.1969 | — | — |
| Жаров, Герман Георгиевич | 1914—1977 | 22.02.1963 | — | — |
| Железнов, Иван Ильич | 1921—1976 | 07.05.1966 | — | — |
| Задерман, Юрий Викторович | 1920—1995 | 19.02.1968 | — | — |
| Зенкин, Михаил Андреевич | 1910—1998 | 27.04.1962 | — | — |
| Зубов, Борис Николаевич | 1912—2007 | 19.02.1968 | — | — |
| Исаков, Василий Васильевич | 1812—1988 | 22.02.1963 | — | — |
| Калганов, Борис Иванович | 1910—1969 | 27.04.1962 | — | — |
| Кепов, Пётр Филимонович | 1908—1977 | 27.04.1962 | — | — |
| Ковалевский, Михаил Иванович | 1921—1976 | 19.02.1968 | — | — |
| Котосов, Пётр Фёдорович | 1912—2007 | 09.05.1961 | — | — |
| Красюков, Григорий Михайлович | 1907—1997 | 07.05.1966 | — | — |
| Крячок, Фёдор Фёдорович | 1913—1988 | 25.10.1967 | — | — |
| Кузнецов, Владимир Гаврилович | 1918—1996 | 25.10.1967 | — | — |
| Мараховский, Николай Пантелеймонович | 1915—1985 | 09.05.1961 | 21.02.1969 | — |
| Мигиренко, Георгий Сергеевич | 1916—1999 | 27.04.1962 | — | — |
| Москалёв, Николай Петрович | 1907—1989 | 27.04.1962 | — | — |
| Мусатов, Константин Константинович | 1917—1991 | 27.04.1962 | — | — |
| Никитин, Анатолий Николаевич | 1917—2001 | 22.02.1963 | | — |
| Новиков, Василий Григорьевич | 1918—2003 | 07.05.1966 | 06.11.1970 | 05.05.1976 |
| Пинчук, Виктор Иванович | 1921—1999 | 25.10.1967 | 25.10.1969 | — |
| Плеханов, Александр Андреевич | 1920—2005 | 19.02.1968 | 28.10.1976 | — |
| Пухов, Александр Григорьевич | 1920—1998 | 19.02.1968 | — | — |
| Рахманов, Василий Васильевич | 1918—2005 | 27.04.1962 | — | — |
| Румянцев, Николай Иванович | 1914—1992 | 09.05.1961 | 19.02.1968 | — |
| Рыбаков, Михаил Иванович | 1912—1978 | 27.04.1962 | | — |
| Саминин, Алексей Петрович | 1909—1988 | 27.04.1962 | — | — |
| Семко, Иван Анисимович | 1917—1971 | 25.10.1967 | — | — |
| Смирнов, Николай Александрович | 1918—1998 | 25.10.1967 | — | — |
| Снежинский, Владимир Аполлинарьевич | 1896—1978 | 22.02.1963 | — | — |
| Соловьев, Василий Иванович | 1911—1999 | 09.05.1961 | 07.05.1966 | — |
| Сорокин, Фёдор Петрович | 1919—2001 | 19.02.1968 | | — |
| Сукачёв, Клавдий Павлович | 1911—1990 | 07.05.1966 | — | — |
| Тархов, Сергей Дмитриевич | 1914—1975 | 27.04.1962 | — | — |
| Ткаченко, Борис Архипович | 1912—1978 | 27.04.1962 | — | — |
| Филонович, Ростислав Дмитриевич | 1926—2012 | 08.11.1971 | 14.02.1978 | — |
| Фомин, Олег Георгиевич | 1915—2002 | 07.05.1966 | — | — |
| Франтц, Константин Константинович | 1921—1981 | 19.02.1968 | — | — |
| Чемерис, Михаил Яковлевич | 1917—2004 | 07.05.1966 | 14.02.1978 | — |
| Яковлев, Юрий Сергеевич | 1920—1982 | 09.05.1961 | 25.10.1979 | — |

## Хронология введения, изменения статуса (соответствия), отмены званий и вида погон (знаков различия)
- Генеральские и адмиральские звания в Красной Армии были введены 07.05.1940 указами Президиума Верховного Совета СССР «Об установлении воинских званий высшего командного состава Красной Армии» и «Об установлении воинских званий высшего командного состава Военно-Морского Флота». В соответствии с этими указами вводились воинские звания для высшего командного состава Военно-Морского Флота инженерно-корабельной службы: инженер-контр-адмирал, инженер-вице-адмирал, инженер-адмирал.
- Указами Президиума Верховного Совета СССР 06.01.1943 «О введении новых знаков различия для личного состава Красной Армии»[7] и от 15.02.1943 «О введении новых знаков различия для личного состава ВМФ»[8] были введены погоны.

- Указом Президиума Верховного Совета СССР от 03.05.1955 отменено введённое указом Президиума Верховного Совета СССР 07.05.1940 высшее военно-морское звание адмирал флота, а вместо него установлено воинское звание Адмирал флота Советского Союза, соответствующее званию Маршал Советского Союза. Указом Президиума Верховного Совета СССР от 28.04.1962 «для достижения более полного соответствия между воинскими званиями и должностным положением высшего командного состава ВМФ СССР» звание адмирал флота было восстановлено.
- Звание адмирал флота, адмирал Флота Советского Союза офицерам высшего командного состава инженерно-корабельной службы Военно-Морского Флота СССР указанным в таблице не присваивались.
- Указом Президиума Верховного Совета СССР от 18 ноября 1971 г. № 2319-VIII «О воинских званиях офицерского состава Вооруженных Сил СССР» введены инженерные воинские звания корабельного состава ВМФ и пограничных войск: адмирал-инженер, вице-адмирал-инженер, контр-адмирал-инженер (вместо инженер-адмирала, инженер-вице-адмирала, инженер-контр-адмирала соответственно).
- Указом Президиума Верховного Совета СССР от 26 апреля 1984 г. № 89-XI «О воинских званиях офицерского состава Вооруженных Сил СССР» инженерные воинские звания корабельного состава ВМФ и пограничных войск отменены.
- В ВМФ Вооруженных Сил Российской Федерации сохраняются воинские звания: контр-адмирал, вице-адмирал, адмирал, адмирал флота.
- Указы Президиума Верховного Совета СССР